# زازا تورمانیدزه
زازا تورمانیدزه (زاده ۱ آوریل ۱۹۶۵) کشتی‌گیر سابق گرجستانی است که در بازی‌های المپیک تابستانی ۱۹۹۶ شرکت داشته است.